# Как взломать экзамен
«Как взломать экзамен» (англ. Bad Genius) — американский триллер 2024 года, ремейк одноимённого тайского фильма 2017 года. Режиссёром выступил Джея С. Ли, написавший сценарий в соавторстве с Джулиусом Оной.
Премьера фильма состоялась 28 июня 2024 года.

## Сюжет
В элитную частную школу Лос-Анджелеса переводится новая ученица, Линн. Все ученики школы сдают важный экзамен, по результатам которого определяется их будущее. Линн вместе с другими учениками разрабатывает схему по списыванию экзамена, вследствие чего оказывается втянута в эпицентр игры, ставка в которой невероятно высока.

## В ролях
- Каллина Лян — Линн Кан
- Бенедикт Вонг — Мэн Кан
- Джабари Бэнкс — Бэнк Адедамола
- Тэйлор Хиксон — Грейс Симон
- Сэмюэл Браун — Пэт Стоун

## Производство
В мае 2019 года Эрик Фейг и Патрик Вахсбергер анонсировали англоязычный ремейк тайского фильма 2017 года «Плохой гений». Изначально сценарий должна была написать Ева Андерсон, но в марте 2023 года было объявлено, что сценаристами выступят Джулиус Она и Джей. С. Ли; Ли также занял кресло режиссёра. Съёмки стартовали в мае 2023 года.

## Релиз
Премьера фильма состоялась 28 июня 2024 года в Великобритании, в России — 5 сентября.
В США картина вышла в ограниченный прокат 11 октября 2024 года.

## Критика
На сайте-агрегаторе рецензий Rotten Tomatoes фильм получил рейтинг свежести 72 % и оценку 6,2 из 10 на основе 18 рецензий критиков.